# Johann Baptist Schiedermayr der Jüngere
Johann Baptist Schiedermayr der Jüngere (auch: Schiedermayer, Schiedermair) (* 6. Juni 1807 in Linz; † 16. April 1878 ebenda) war ein österreichischer katholischer Geistlicher.

## Leben
Johann Baptist Schiedermayr der Jüngere wurde als Sohn des Johann Baptist Schiedermayr der Ältere geboren. Seine Geschwister waren:
- Joseph Schiedermayr (1808–1819);
- Maria Schiedermayr (1810–1889);
- Wilhelm Schiedermayer (1812–1855), Amtsvorstand des Bezirksgerichts in St. Florian
- Barbara Schiedermayr (* 1814);
- Rosa Schiedermayr (1816–1874);
- Karl Schiedermayr, Arzt und Botaniker;
- Josef Schiedermayr (1821–74), Advokat.

Johann Baptist Schiedermayr der Jüngere empfing 1830 die Priesterweihe und kam zur weiteren Ausbildung an das Frintaneum in Wien. 1834 wurde er Chorvikar und im gleichen Jahr zum Dr. theol. promoviert. In der Zeit von 1836 bis 1840 war er Vizedirektor des Linzer Priesterseminars.
1840 wurde er vom Ferdinand I. zum Hofkaplan und Spiritualdirektor des Frintaneums nach Wien berufen.
1844 kehrte er nach Linz zurück und wurde Mitglied des Domkapitels und Direktor des bischöflichen Priesterseminars. 1848 kam es zur Gründung des Linzer Katholikenvereins, hierzu gab Schiedermayr den entscheidenden Impuls und leitete auch die Gründungsversammlung. Diesem Verein gehörten Vertreter sämtlicher Bevölkerungsschichten an. Ebenfalls in diesem Jahr initiierte er auch mit Augustin Rechberger die Gründung der Theologisch-praktischen Quartalsschrift, deren erster Redakteur er wurde. Er war auch maßgeblich an der Errichtung des katholischen Waisenhauses des Vinzenzvereins in Linz beteiligt. Von 1845 bis 1853 und von 1865 bis 1874 war er Regens des Priesterseminars. 1853 wurde er Administrator der Linzer Stadtpfarre und 1859 Pfarrprovisor sowie 1860 Domdechant und Schuldistriktaufseher im Stadt- und Landdekanat Linz. 1865 wurde er Päpstlicher Kämmerer und 1874 Dompropst in Linz.
Er war der engste Mitarbeiter des Bischofs Franz Joseph Rudigier, der 1855 den Bau des Mariä-Empfängnis-Domes („Neuer Dom“) initiierte, dessen Grundsteinlegung 1862 erfolgte, jedoch wurde der Bau erst 1924 vollendet.
Er gehörte auch zu den Gründern des katholischen Casinos, das in der Folge der Beschlagnahme des Rudigier-Hirtenbriefes von 1868 über die antikirchlichen Maigesetze als Gegenaktion der Katholiken ins Leben gerufen wurde.

## Wirken
Schiedermayr stand am Anfang und an der Spitze fast aller maßgeblichen katholischen Organisationen in Oberösterreich in dieser überwiegend vom Liberalismus bestimmten Zeit, in dem das katholische Bewusstsein erstarkt ist.